# Carbonara di Nola
Carbonara di Nola község (comune) Olaszország Campania régiójában, Nápoly megyében.

## Fekvése
Nápolytól 30 km-re keletre fekszik. Határai: Domicella, Lauro, Liveri és Palma Campania.

## Története
Carbonara di Nola vidéke a rómaiak idejében népesült be. A népvándorlások idején többször is elpusztították. 570-ben a longobárdok a frissen alapított Beneventói Hercegséghez csatolták. 774-ben, a hercegség összeomlása után a területet felosztották Salerno és Benevento között. A 11. században normann uralom alá került, akik a palmai bárósághoz csatolták, amely a Nápolyi Királyság vazallusa volt az elkövetkező évszázadokon keresztül. 1809-ben Joachim Murat megszüntette a báróságot és Carbonara dalla Terra di Palma név alatt önálló községet hozott létre.

## Népessége
A népesség számának alakulása:

## Főbb látnivalók
Carbonara di Nola központja a Piazza Municipio, amelyet számos középkori palota fog közre: Palazzo Sorrentino, Palazzo del Municipio és Palazzo dei Sorrentini. Ezenfelül értékes látnivalók sorakoznak a Piazza Municipióból szerteágazó utcákon (Via Fortuna, Via del Municipio, Via Annunziata). Templomai közül a legértékesebbek a 16. századi Madonna del Annunziata és a SS. Cosma e Damiano, román stílusú templom, amely egykori római templom alapjaira épült.